# Jérôme Labat
Pas d'image ? Cliquez ici

a Compétitions nationales et continentales officielles uniquement.

b Matchs officiels uniquement.
Dernière mise à jour le 24 février 2012.
Jérôme Labat, né le 20 juillet 1979, est un joueur français de rugby à XV qui évolué au poste de troisième ligne aile.

## Biographie
Carrière pro débutée au Stade montois (champion de France PRO D2 en 2002), puis à l'USA Perpignan (vice champion de France TOP 16 en 2004) et à l'AS Béziers, il finit sa carrière de joueur au SA Hagetmau. 
International FRANCE- 21 en 1999/2000 (vainqueur tournoi de VI nations en 2000).
Il commence sa carrière d'entraîneur au SA Hagetmau en 2012.